# Fusillade au centre gay et lesbien de Tel Aviv
La fusillade au centre gay et lesbien de Tel Aviv du 1er août 2009 a entrainé la mort de deux personnes et des blessures à au moins quinze autres au bâtiment de l'association gay et lesbienne de Tel Aviv (Israël). Les victimes sont Nir Katz, un jeune homme de 26 ans, et Liz Troubishi, une adolescente de 17 ans. La plupart des blessés sont des mineurs. À la suite de l'événement, une véritable chasse à l'homme a été lancée pour retrouver le criminel.
La classe politique israélienne a condamné de façon unanime cette attaque qui est la pire attaque contre la communauté gay de l'histoire d'Israël. Le lieu de l'attaque, au cœur de la ville perçue comme étant la plus libérale et ouverte d'Israël, a également beaucoup choqué et de nombreuses manifestations de soutiens ont eu lieu en Israël et ailleurs.

## Fusillade
Le soir du 1er août 2009 autour de 23 heures, un homme vêtu de noir et armé, pénètre dans les locaux d'Aguda, l'association israélienne des personnes gays, lesbiennes, bisexuelles et trans, alors que se tenait une réunion de l'association de la jeunesse gay israélienne. Il tira dans plusieurs directions. Deux personnes furent tuées, et 15 autres blessés. L'auteur des coups de feu s'est aussitôt enfui. La police a lancé une véritable chasse à l'homme pour retrouver le tireur et a également immédiatement fermé la plupart des lieux gays du quartier pour la nuit par crainte de nouveaux tirs. 
La plupart des personnes présentes à la réunion étaient des jeunes de 14 à 21 ans qui écoutaient de la musique et discutaient, le but de l'association étant de permettre aux jeunes homosexuels de s'entraider pour mieux accepter leur sexualité. D'après les dires de la police israélienne, la scène du crime était un véritable « bain de sang ». Cinq des blessés ont été soignés à l'hôpital Ichilov, à Tel Aviv, tandis que cinq autres ont été emmenés au centre médical Wolfson à Holon.

## Chasse à l'homme
Le tireur était masqué, habillé de noir et a utilisé une arme automatique qui semblait être un fusil d'assaut M-16. 
Une chasse à l'homme démarra immédiatement après pour tenter de retrouver le tueur. Des barrages routiers ont été mis en place dans la ville. La police ferma tous les autres lieux homosexuels près de la scène du crime immédiatement après le tir par crainte de nouvelles attaques. La police fit également du porte à porte.
La police établit trois pistes, un motif homophobe, un motif nationaliste palestinien et un motif de vengeance personnelle. Aucune de ses pistes n'aboutit à l'arrestation du meurtrier, tandis que le motif reste peu clair. Aux yeux de la communauté gay de la ville, il s'agit d'un acte homophobe.

## Victimes
Les deux personnes décédées sont un jeune homme, Nir Katz, qui vivait à Givatayim, et une mineure, Liz Troubishi, de Holon.
15 autres personnes ont été blessées, dont 10 qui ont dû être hospitalisées.

## Réactions

### Réactions politiques
L'événement meurtrier a été largement couvert par les médias israéliens, et a été fermement condamné par de nombreuses personnalités. Le président de l'État d'Israël, Shimon Peres, a réagi à l'assassinat, en déclarant que « [l]'horrible meurtre qui a été perpétré hier à Tel Aviv, à l'encontre des adolescents et des jeunes est un meurtre que des personnes civilisés et éclairées ne peuvent accepter. Le meurtre et la haine sont les deux crimes les plus graves dans la société, la police doit faire de grands efforts pour trouver l'ignoble assassin, et la nation tout entière doit s'unir pour condamner cet acte abominable ». Le Premier ministre d'Israël, Benjamin Netanyahu, a également condamné le meurtre, à l'ouverture de sa réunion du cabinet. Il a condamné ce « meurtre choquant » et a rappelé aux citoyens israéliens que « nous sommes un pays tolérant et démocratique et nous devons respecter toutes les personnes telles qu'elles sont ».
Le seul député ouvertement gay, Nitzan Horowitz, l'a condamné comme étant « la pire attaque jamais contre la communauté gay en Israël [...] une attaque aveugle contre de jeunes innocents ».
Le parti Shass (ou Shas), qui s'en était pris verbalement aux homosexuels à plusieurs reprises, a déclaré : « nous sommes en état de choc et en deuil, et dénonçons sans réserve l'incident meurtrier ». Le président de l'association nationale des gays et lesbiennes Aguda, Mike Hamel, a dénoncé un « environnement d'incitation à la haine », et mis en cause les chefs du Shas qui ont souvent dénoncé les homosexuels.
À Jérusalem, lors de la Gay Pride en 2005, un ultra-orthodoxe avait poignardé trois personnes, qui avaient survécu. Le parti Shas et de nombreux rabbins avaient condamné cette attaque. L'auteur avait été condamné à 12 ans de prison.
Le ministre de l'Intérieur Yitzhak Aharonovich, chef de la police israélienne, l'a qualifié de sérieux et grave. Aharonovitch a également dit que la scène du crime était « pénible à la vue ».
La leader de l'opposition, Tzipi Livni, a parlé d'un « incident grave », en déclarant : « même si tous les détails entourant l'événement ne sont pas encore clairs, la haine existe  ». Elle a dit qu'il fallait « réveiller la société à se débarrasser de ses préjugés  » et « secouer la société, et tous les milieux inhérentes à celle-ci, y compris l'establishment politique et le système éducatif, et à ce jour livrer un message sans équivoque contre l'intolérance, l'incitation à la violence, et agir contre toute manifestation de celle-ci ».
Le maire de Tel Aviv, Ron Huldai, a dit que sa ville accueillerait toujours les membres de la communauté gaie et lesbienne, ajoutant qu'il se battrait pour leur droit à la vie.

### Manifestations

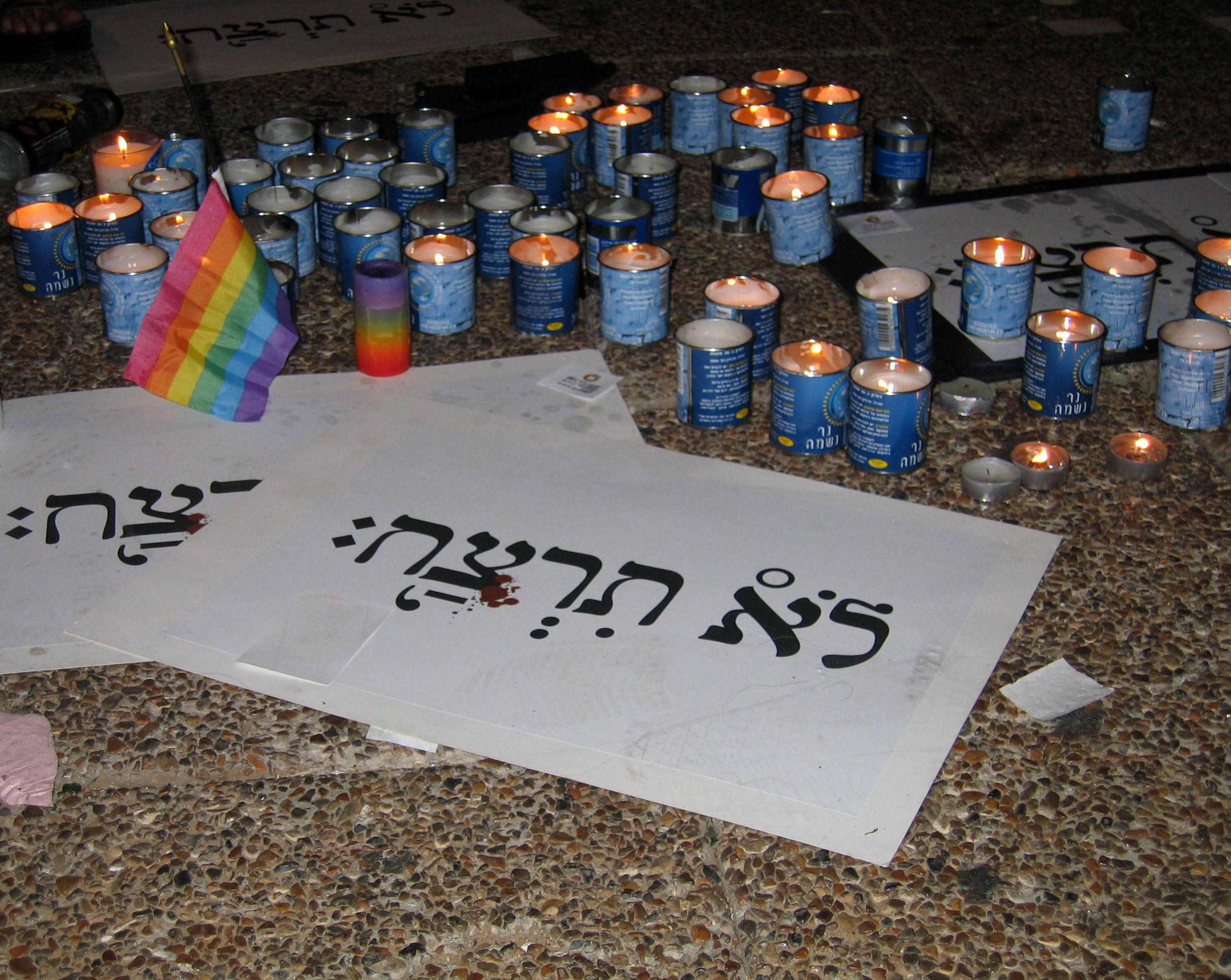
Bougies Yarzheit et pancartes indiquant le « tu ne tueras point » des Dix Commandements lors des manifestations du 8 août à Tel Aviv place Rabin.

Une manifestation de protestation a eu lieu à Tel-Aviv la suite de la fusillade. Des bougies ont été aussi allumées. Quelques heures après cet événement, une manifestation regroupant des milliers de personnes a eu lieu dans le boulevard Rothschild à Tel Aviv, et les manifestants ont marché vers la rue Allenby jusqu'à ce qu'ils atteignent le centre-ville gay, au parc Meier, scandant des slogans tels que « Incitation homophobes, du sang d'enfant est sur vos mains »(en hébreu: הומופובים מסיתים, על ידיכם דם ילדים" "). Le lendemain, à 17 h 0, une manifestation a eu lieu boulevard Rothschild à Tel Aviv, mais aussi dans la ville de Haïfa, à Jérusalem et à Beer-Sheba.
Le samedi 8 août 2009, une manifestation de solidarité avec les homosexuels a eu lieu à Tel-Aviv, réunissant plus de 70 000 personnes selon les organisateurs, et plusieurs personnalités politiques, dont le président Shimon Peres, plusieurs ministres et le maire de Tel-Aviv Ron Huldai. Le même jour, en guise de solidarité envers cette manifestation une commémoration a eu lieu au centre LGBT de Paris IDF durant laquelle des minutes de silence ont été observées et des bougies ont été allumées. Des initiatives similaires se sont déroulées dans des centres LGBT du monde entier, en particulier ceux de Berlin, Varsovie, Madrid, Berne, Belfast, etc.. Cinq jours plus tôt, c'était à Washington que près de 150 personnes parmi lesquelles des rabbins et des représentants de communautés libérales, massorti (ou sous l'appellation anglo-saxonne « conservatrive ») et orthodoxes se sont réunies en mémoire des victimes et ont également allumé des bougies.